# Мате Ујевић
Мате Ујевић (Криводол, код Имотског, 26. април 1920 — Загреб, 20. јануар 2002), учесник Народноослободилачке борбе, друштвено-политички радник СР Хрватске и народни херој Југославије.

## Биографија
Рођен је 26. априла 1920. године у селу Криводол код Имотског, у радничко-сељачкој сиромашној породици. Након завршетка основне школе, уписао је средњу грађанску школу у Имотском. Његов отац Анте отишао је у потрагу за боље плаћеним послом у Србију, где је радио у рудницима Боговина, Јарандов и другде. Године 1934, и Мате је отишао оцу у Србију. Када је стигао у Ниш, уписао се у занатско-техничку школу. Због материјалних разлога прекинуо је школовање и запослио се у руднику Боговина. Ту је наставио изучавање машинбраварског заната. Половином 1936, учествовао је у штрајку у руднику.
Године 1938, завршио је занат и запослио се у Ибарским рудницима, а почетком 1939. у ивањичком руднику Глијеч. У Ивањици се укључио у раднички покрет и октобра 1939. постао члан Комунистичке партије Југославије. Половином 1940, да би избегао хапшење, вратио се у Имотски и тамо се такође укључио у партијски рад.

### Народноослободилачка борба
Након капитуалције Југославије 1941, да би избегао хапшење, поново је отишао у Србију. У Ивањици је изабран за члана Среског комитета КПЈ и ту радио на припремама за оружани устанак. Уочи напада нацистичке Немачке на Совјетски Савез, боравио је у Рашкој и ужичком срезу, где је помагао тамошњим активистима у организовању оружаног устанка. На састанку Среског комитета КПЈ одлучено је да се формира Моравичка партизанска чета „Бошко Петровић“, а Мате је изабран за партијског руководиоца у чети. Истакао се у августу 1941, када чета је извела многе партизанске акције и у борби против четника приликом напада на Ивањицу у новембру. У децембру 1941, после повлачења у Санџак, Мате се истакао приликом напада на Сјеницу. За успешно вођење чете у борби, био је похваљен и награђен ручним сатом.
Приликом формирања Друге пролетерске бригаде, 1. марта 1942, Мате Ујевић био је постављен за политичког комесара Првог батаљона. За време повлачења партизанских снага према Зеленгори јуна 1942, Први батаљон је од команданта Јосипа Броза Тита добио наређење да запоседне и одржи положаје на Живањи док се болница и јединице не повуку. Мате је после тога учествовао у борбама против усташа код Купреса, Бугојна и Мркоњић Града.
Септембра 1942, по одлци КПЈ, Мате је напустио Другу пролетерску бригаду и прешао у Далмацију. Тамо је био постављен за партијског руководиоца у Трећем биоковском партизанском одреду. Када је почетком јануара 1943. формирана Четврта далматинска бригада, Мате је постављен за њеног политичког комесара. Неколико дана после тога, учествовао је у формирању Првог морнаричког одреда у Подгори. Дана 11. фебруара 1943. формирана је Девета далматинска дивизија НОВЈ, а Мате је постављен за секретара дивизијског комитета КПЈ. Након тога је Мате са својом бригадом учествовао у једномесечним борбама против усташа, четника и италијанских фашиста око Широког Бријега, Имотског и на планини Чврсници. Учествовао је одбрани рањеника током битке на Неретви и њиховом преношењу преко масива Прења.
Половином априла 1943, Мате је постављен за политичког комесара Друге далматинске бригаде, са којом је водио борбе против Италијана и четника око Фоче, Црног врха и на планини Сињајевини. Током битке на Сутјесци, његова бригада је одолевала насртајима немачких војника код Горњих и Доњих Бара, где су бранили прилазе теснацу Сухе како би Врховни штаб НОВЈ и главнина партизанских снага пробиле немачки обруч на Сутјесци. Бригада је успешно извршила задатак, због чега је била похваљена од Јосипа Броза Тита.
Приликом напада Друге далматинске бригаде на Немце и усташе у Маглају 7. августа 1943, Мате је био тешко рањен. Након лечења у болници вратио се у бригаду и учествовао у разоружавању италијанских дивизија у Пљевљима, Андријевици и Пријепољу. У лето 1944, постављен је за политичког комесара бригаде Корпуса народне одбране Југославије за Далмацију. Са бригадом је учествовао у борбама против непријатељских група у Далмацији све до краја рата.

### Послератна каријера
Након завршетка рата, завршио је двогодишњу Вишу партијску школу „Ђуро Ђаковић“, Поморску војну академију и био на разним дужностима у Југословенској народној армији до 1953, када је на тражење Централног комитета СК Хрватске у чину пуковника преведен у резерву. Након тога је обављао дужност секретара Котарског комитета СКХ, био заступник у Сабору СР Хрватске, председник Синдикалног већа за Далмацију, председник Синдиката индустрије и рударства СР Хрватске, председник Одбора за међународне односе и остало. На Четвртом, Петом и Седмом конгресу СКХ, биран је за члана ЦК СКХ.
Умро је 20. јануара 2002. године у Загребу и сахрањен на гробљу Мирогој.
Носилац је Партизанске споменице 1941. и више југословенских одликовања. Орденом народног хероја одликован је 20. децембра 1951. године.